# Systemtåg

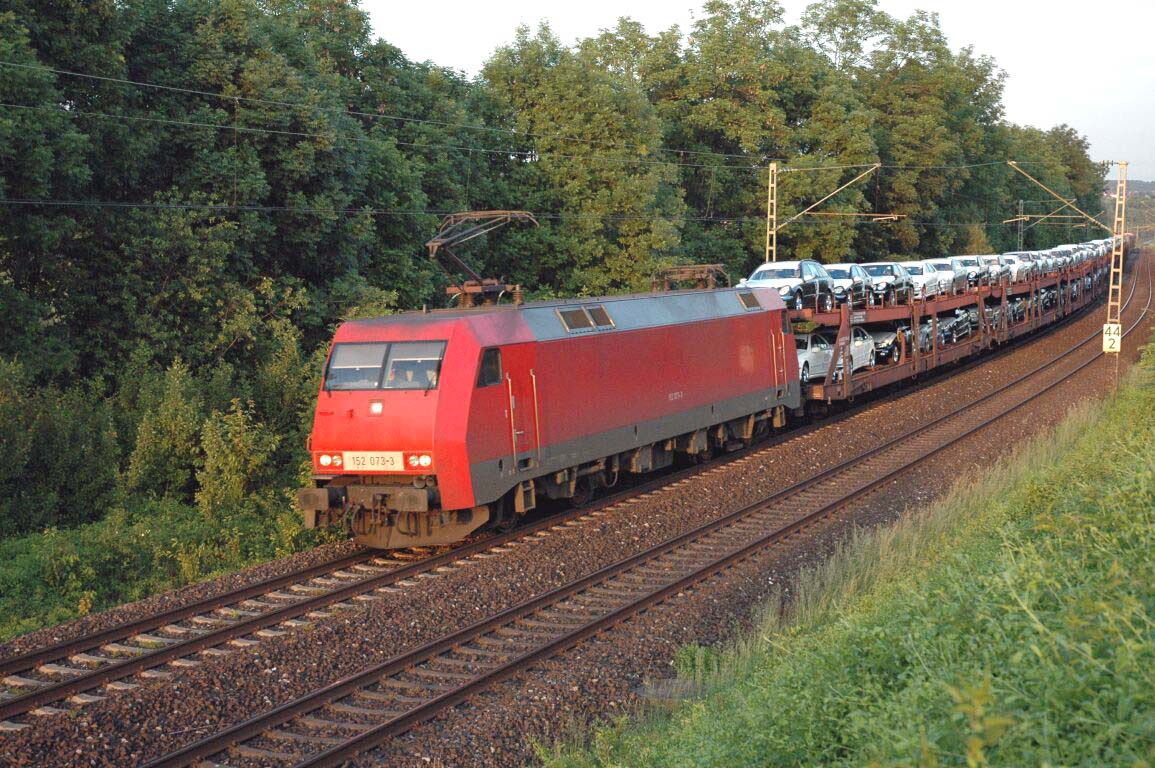
Ett systemtåg från Deutsche Bahn, som går mellan Daimler AGs fabriker i Sindelfingen och Bremen.

Ett systemtåg är en typ av godståg där alla vagnar dras från en gemensam utgångspunkt till en gemensam destination.
Systemtåg eliminerar arbetet med att koppla isär och sätta ihop tåg på rangerbangårdar. Systemtåg är mest ekonomiska för kunder med stora transportvolymer. Detta innebär att de ofta bara har en typ av gods, vilket också brukar innebära att alla vagnar är av samma typ eller identiska. En nackdel är att de oftast går tomma i andra riktningen eftersom det vanligen inte är behov att frakta en liknande vara åt andra hållet.
Systemtåg i internationell trafik måste ofta byta lok och förare vid gränserna vilket är en stor konkurrensnackdel. Numera har dock många lok anpassats för flera länder. På Öresundsbron är det nödvändigt med tåg som klarar både svenskt och danskt el- och signalsystem. Operatörer i Tyskland och Danmark (DB Schenker Rail) och i Sverige (Green Cargo) har några lok som klarar alla de olika el- och signalsystemen. Med det nya Europeiska säkerhetssystemet ERTMS kommer nackdelen med olika signalsystem att elimineras och det kräver i sig kostsam ombyggnad av lok, medan det kommer att vara olika elsystem under överskådlig tid.
Några av de godsslag som transporteras med systemtåg är:
- Bensin och Diesel
- Containrar
- Industrikomponenter, som Volvotågen mellan Olofström och Göteborg, mellan Umeå via Göteborg till Gent, Belgien, samt tåg mellan Älmhult och Gent, Belgien.
- Kol
- Makadam
- Malm
- Pappersmassa
- Post
- Skrot
- Sopor
- Spannmål
- Stål
- Timmer (timmer är hos järnvägsföretag beteckning på allt runt obearbetat trävirke. I skogsbranschen delas de upp i timmer, massaved, energived med mera)
- Torv